# Саврасов, Алексей Кондратьевич
Алексе́й Кондра́тьевич Савра́сов, Соврасов (12 [24] мая 1830, Москва — 26 сентября [8 октября] 1897, Москва) — русский живописец, один из наиболее значимых московских пейзажистов пореформенной эпохи, создатель ставшей архетипической и культовой картины «Грачи прилетели». Один из членов-учредителей Товарищества передвижников (с 1870). Академик Императорской Академии художеств (с 1854).

## Биография
Родился 12 (24) мая 1830 года в Москве, в семье купца 3-й гильдии Кондратия Артемьевича Саврасова. Отец и сын некоторое время писали свою фамилию через «о» — Соврасов (в частности, сам А. К. Саврасов так писал свою фамилию до середины 1850-х годов).
В ранней юности у будущего художника обнаружились способности к живописи. Вопреки желанию отца, который мечтал приспособить сына к «коммерческим делам», мальчик в 1844 году поступил в Московское училище живописи и ваяния, где учился в классе пейзажиста Карла Рабуса. Во время обучения, в 1850 году им была выполнена картина «Камень в лесу у Разлива», который искусствоведы считают несколько неуклюжим по композиции. В этом же году за картину «Вид Московского Кремля при луне» удостоен звания неклассного художника.
Известным имя Саврасова сделала работа «Вид на Кремль от Крымского моста в ненастную погоду», выполненная в 1851 году. По замечанию скульптора Николая Рамазанова, также преподававшего в МУЖВ, Саврасов «передал <…> момент чрезвычайно верно и жизненно. Видишь движение туч и слышишь шум ветвей дерева и замотавшейся травы — быть ливню».
В 1852 году после поездки по южным губерниям России он написал картины «Степь днём» и «Рассвет в степи».
Летом 1854 года, в год окончания училища, Саврасов написал две картины, которые показал на осенней выставке Академии художеств: «Вид в окрестностях Ораниенбаума» и «Морской берег в окрестностях Ораниенбаума». За них ему было присвоено звание академика; первая из этих картин была приобретена Павлом Третьяковым в 1858 году.
В 1858 году Саврасов стал руководителем пейзажного класса училища живописи и ваяния. В следующем году был написан «Пейзаж с рекой и рыбаком», один из лучших пейзажей Саврасова.
В 1860 году Саврасов участвовал в первой выставке, организованной Московским обществом любителей художеств.
В 1862 году он путешествовал за границей: был на всемирной выставке в Лондоне, посетил Францию, Швейцарию, Германию. Написал несколько пейзажей в Швейцарии.
Вместе с Василием Пукиревым А. К. Саврасов работал над созданием учебника рисования, куда вошли его русские пейзажи. В 1867 году он написал картину «Сельский вид», в 1869 — «Лосиный остров в Сокольниках», в 1878 — «Домик в провинции».

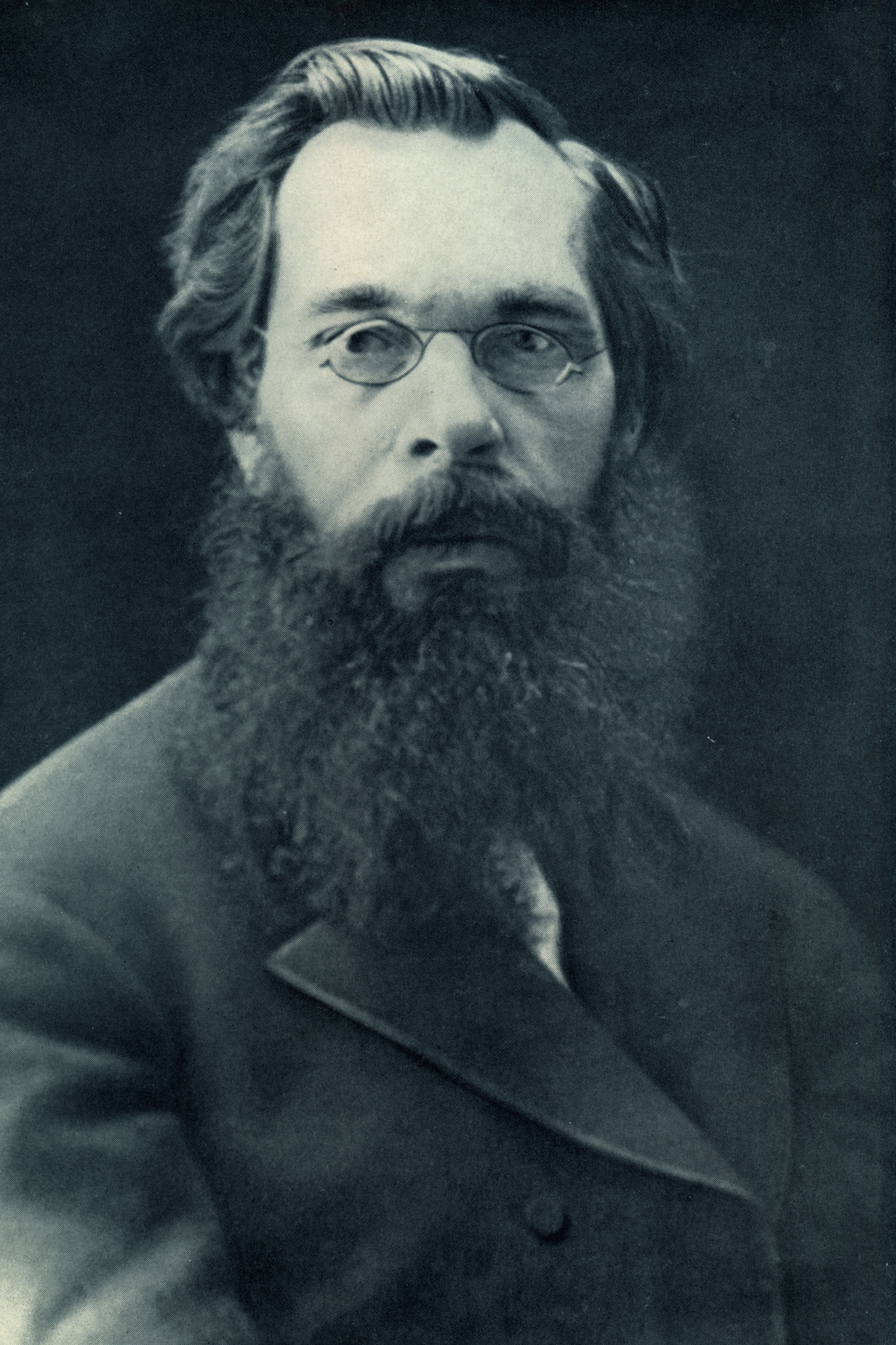
А. К. Саврасов, 1870-е годы

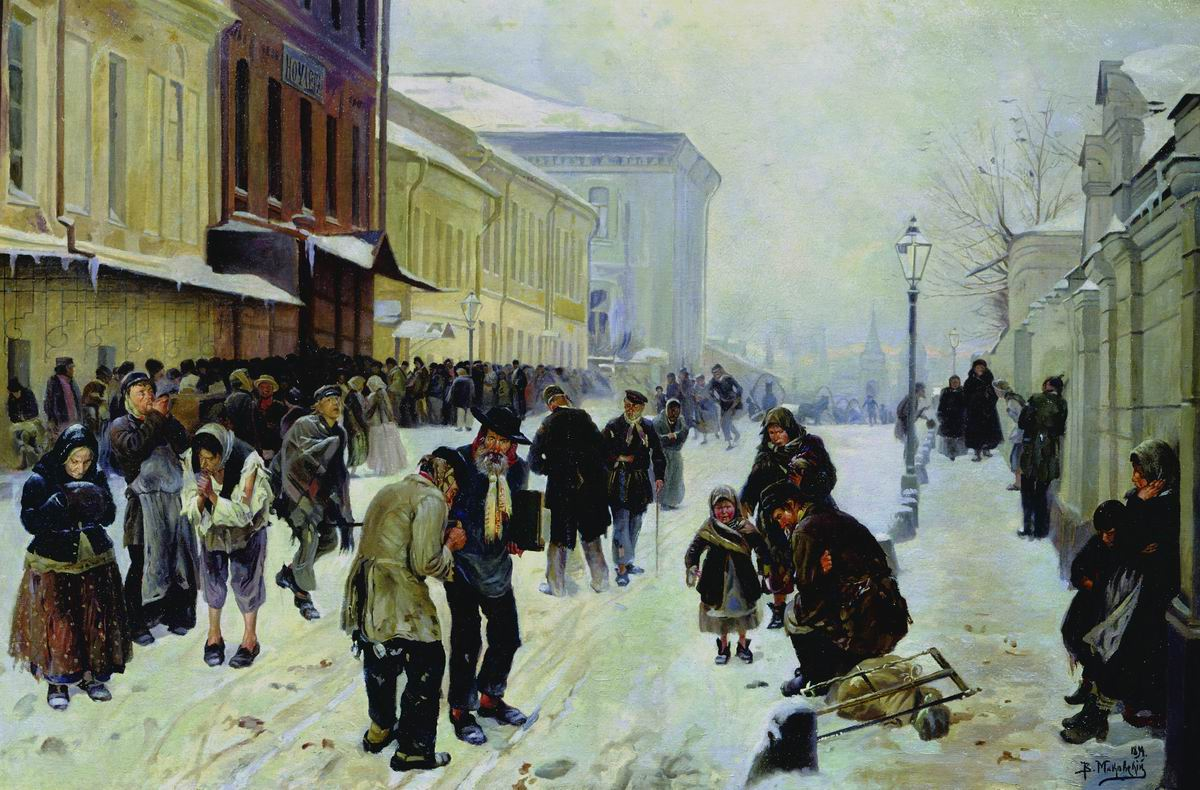
Картина В. Е. Маковского «Ночлежники» (1889 год). На переднем плане с папкой для рисунков под мышкой изображён Саврасов.

В 1871–1875 годах, живя и работая по большей части в Москве, Саврасов участвовал в экспозициях Товарищества передвижных художественных выставок, в 1873−1878 — в академических выставках. В поисках новых принципов пейзажа он много работал в окрестностях Москвы: Сокольниках, Филях, Кунцеве, Мазилове, Строгине, Братцеве; выезжал в северные губернии России, в Поволжье. В этот период появились его картины: самая знаменитая — «Грачи прилетели» (1871), «Печерский монастырь близ Нижнего Новгорода» (1871), «Разлив Волги под Ярославлем» (1871) и «Радуга» (1875), «Просёлок» (1873), «Могила на Волге. Окрестности Ярославля» (1874).
Картины Саврасова выставлялись также на всемирных выставках — венской 1873 года и парижской 1878 года и на Всероссийской выставке в Москве в 1882 году.
С конца 1870-х годов Саврасов страдал алкоголизмом, в его творчестве появились мрачные мотивы. В 1882 году он был уволен из Московского училища живописи.
Следующий период жизни художник провёл в нужде. «В последние годы, когда А. К. Саврасов уже окончательно спился, он иногда появлялся в мастерской в рубище», — вспоминал Владимир Гиляровский в книге «Москва и москвичи». Творчество Саврасова стало неровным: в 1887 году была написана картина «Пейзаж. Село Волынское» с фабрикой, чадящей дымом на стоящую рядом церковь, в 1893 — картина «Весна. Огороды», в 1894 — «Распутица». «За последние двадцать лет он уже не появлялся на выставках, и о нём как будто забыли», — вспоминал Исаак Левитан.
А. К. Саврасов умер 26 сентября (8 октября) 1897 года в Москве в больнице для бедных на Хитровке. Похоронен он был на Ваганьковском кладбище (18 уч.).
Любимый ученик А. К. Саврасова, Исаак Левитан, так откликнулся на смерть учителя:

Начиная только с Саврасова появилась лирика в живописи пейзажа и безграничная любовь к своей родной земле <…> и эта его несомненная заслуга никогда не будет забыта в области русского художества

И. М. Гронский отмечал:

Саврасовых в русской живописи немного… Саврасов хорош каким-то интимным, только ему свойственным восприятием природы.— Арест. Лагерь // Звезда. — 2008. — № 5.
Среди учеников Саврасова — Лев Каменев, Константин Коровин, Михаил Нестеров, Сергей Светославский, Николай Эллерт.

## Работы

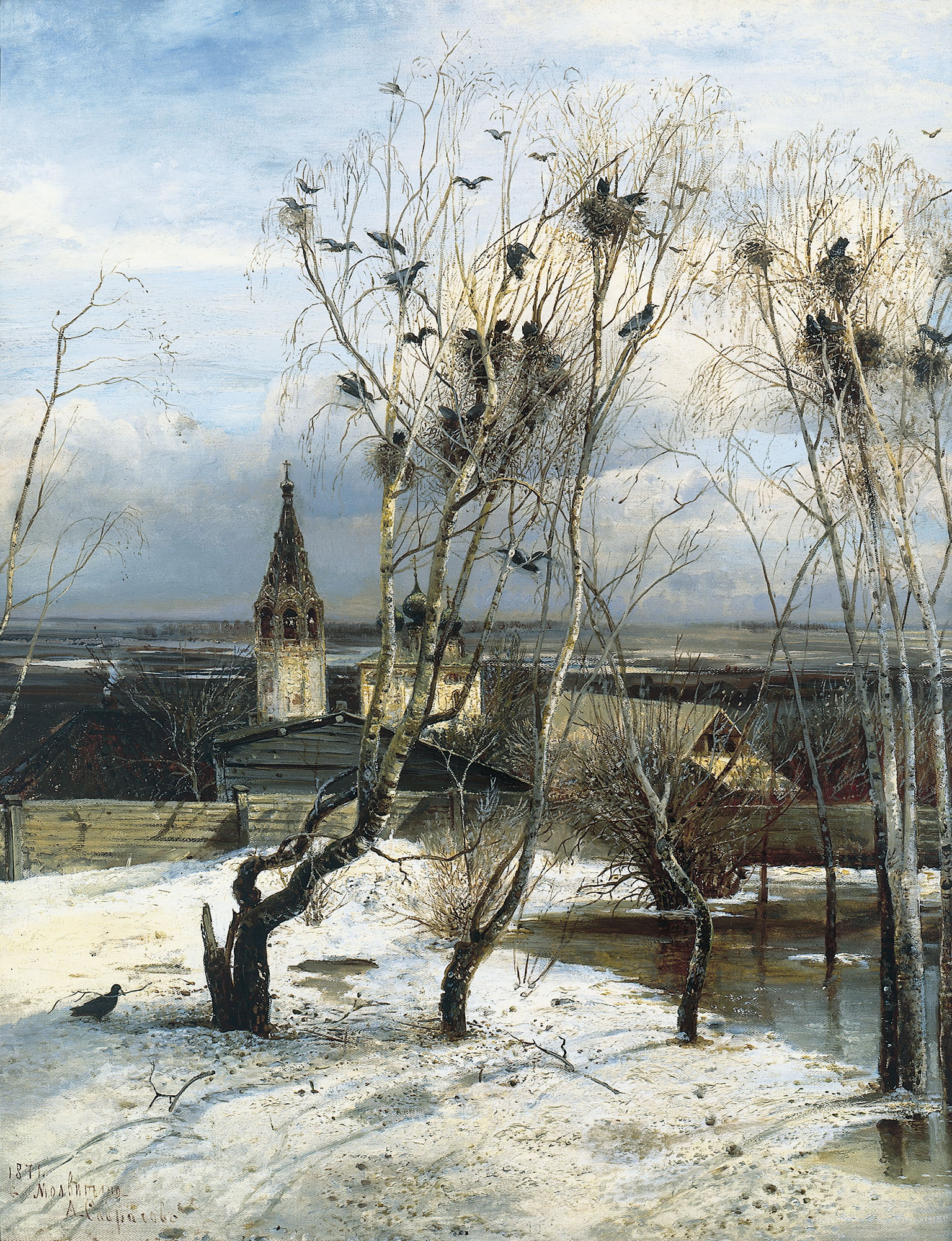
Грачи прилетели
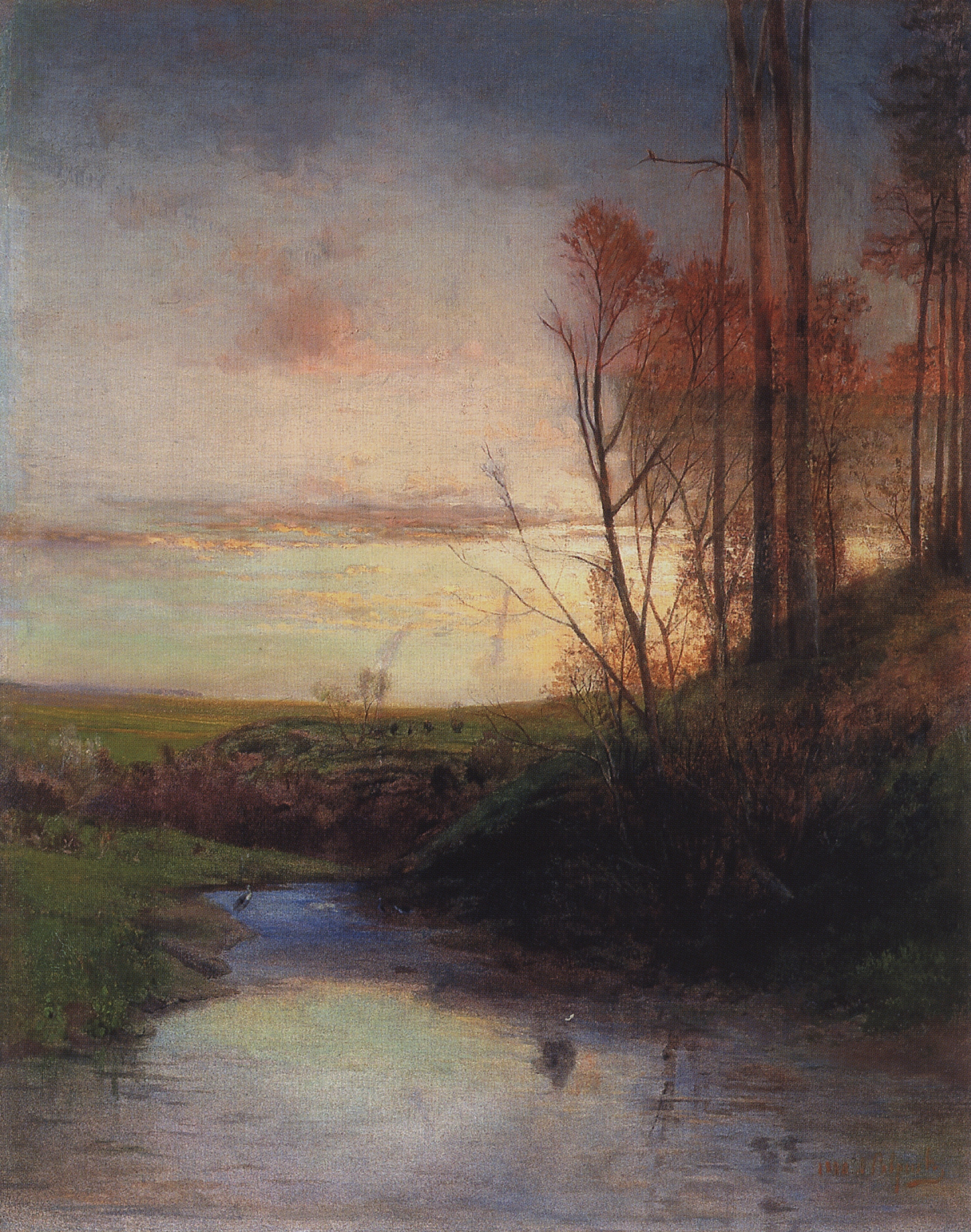
Вечер
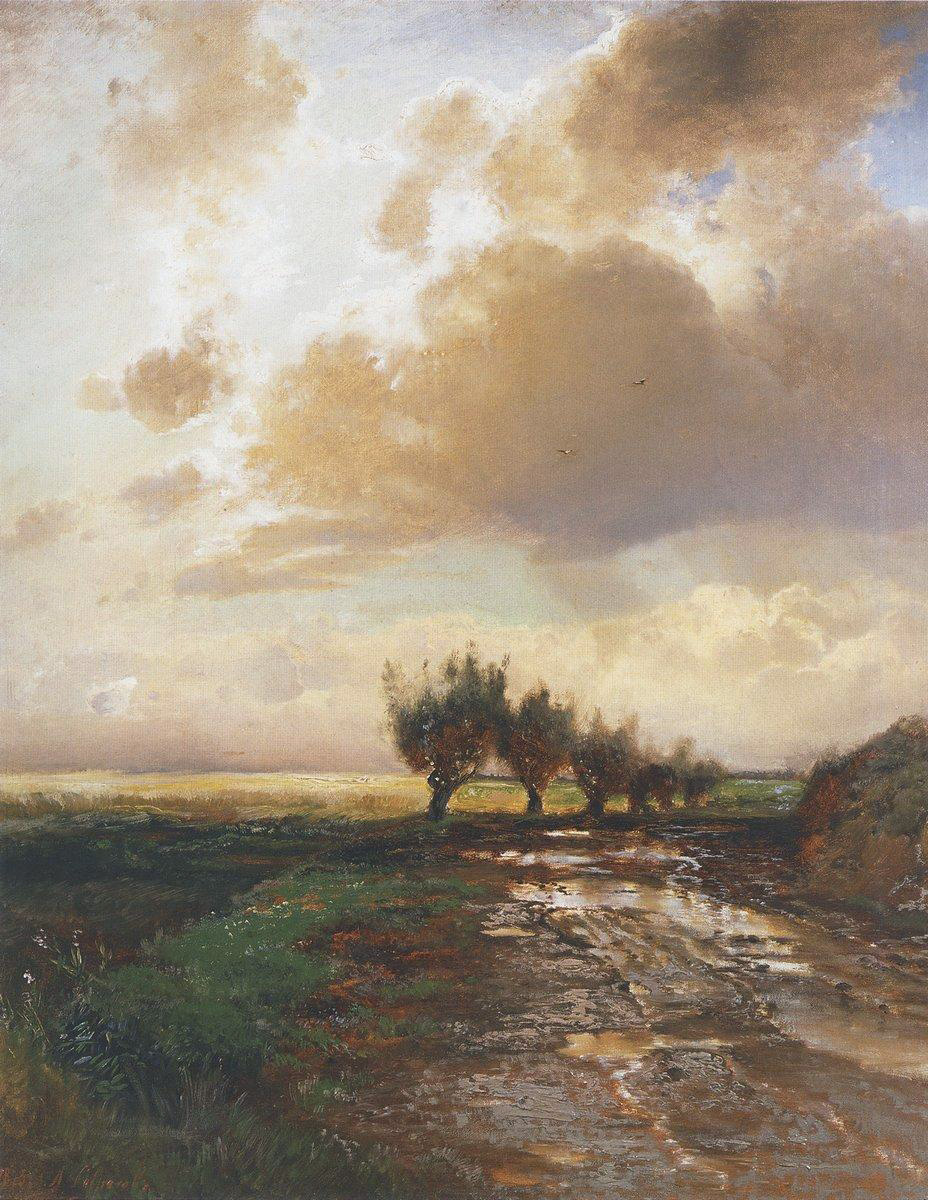
Просёлок
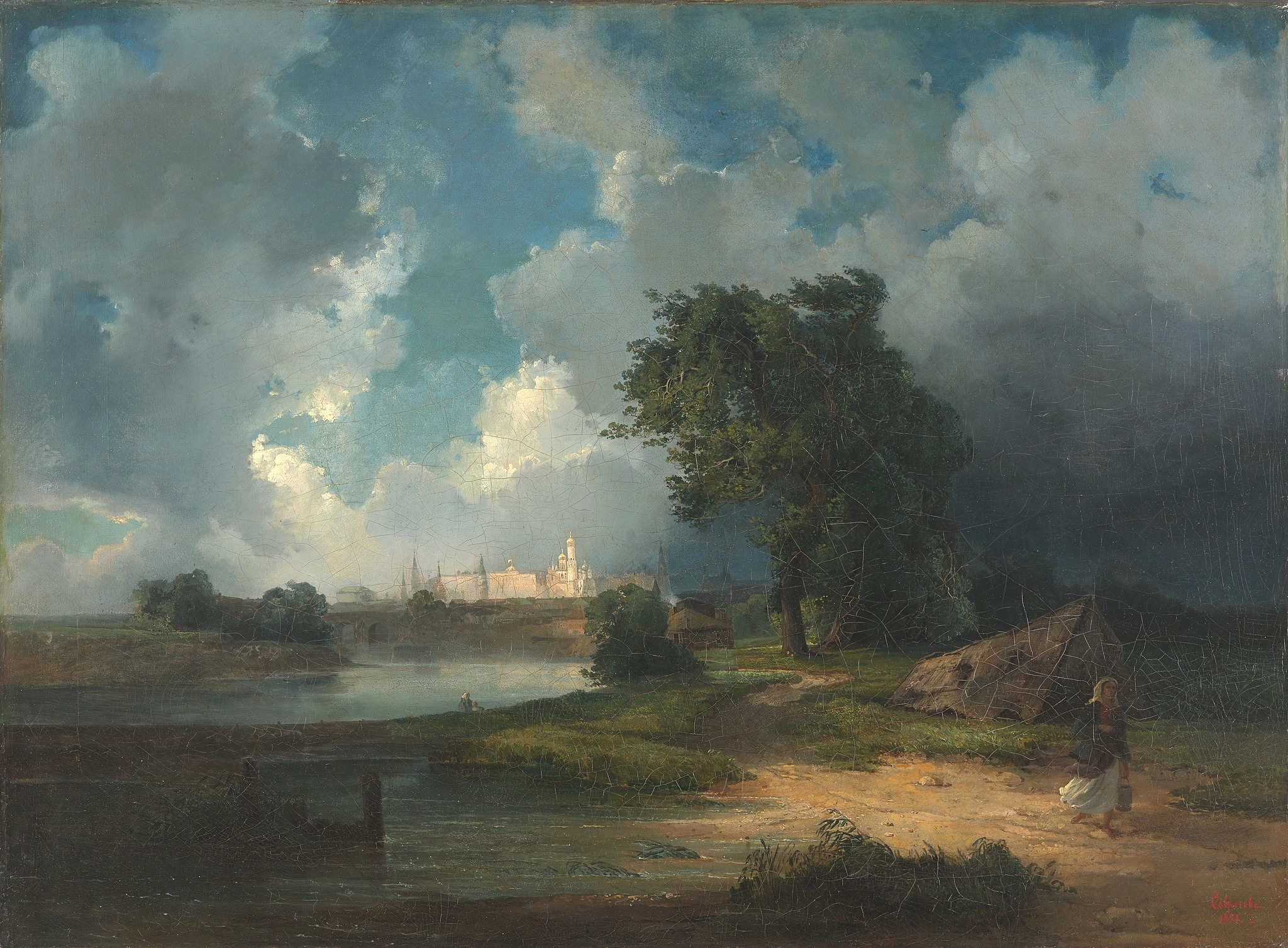
Вид на Кремль с Крымского моста в ненастную погоду
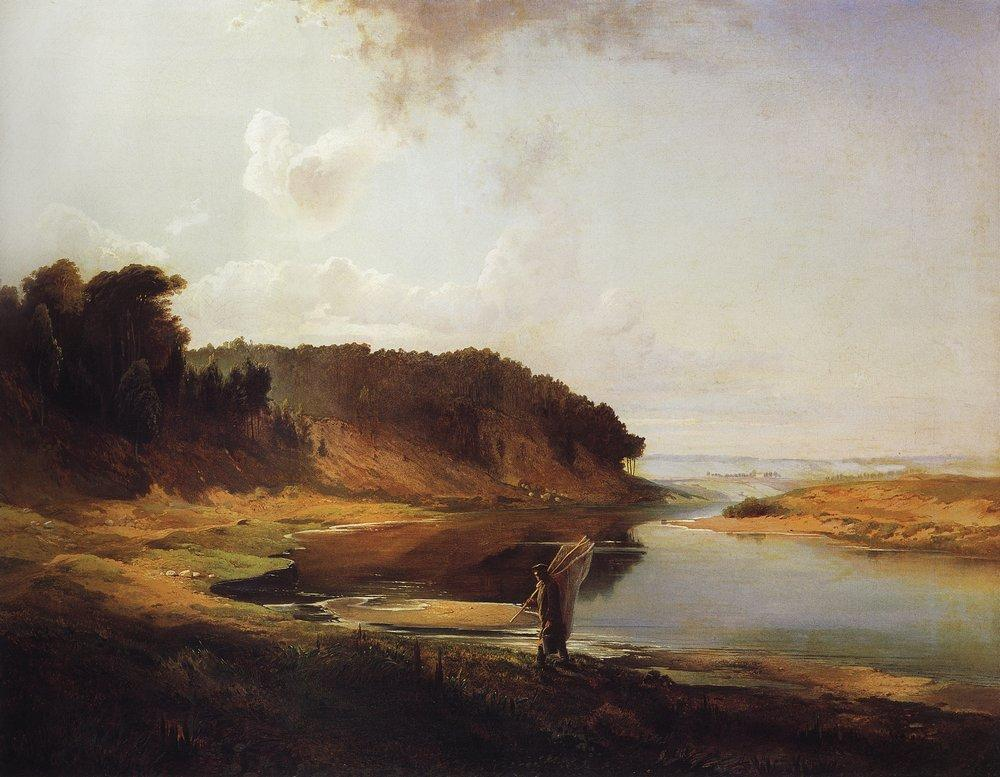
Пейзаж с рекой и рыбаком
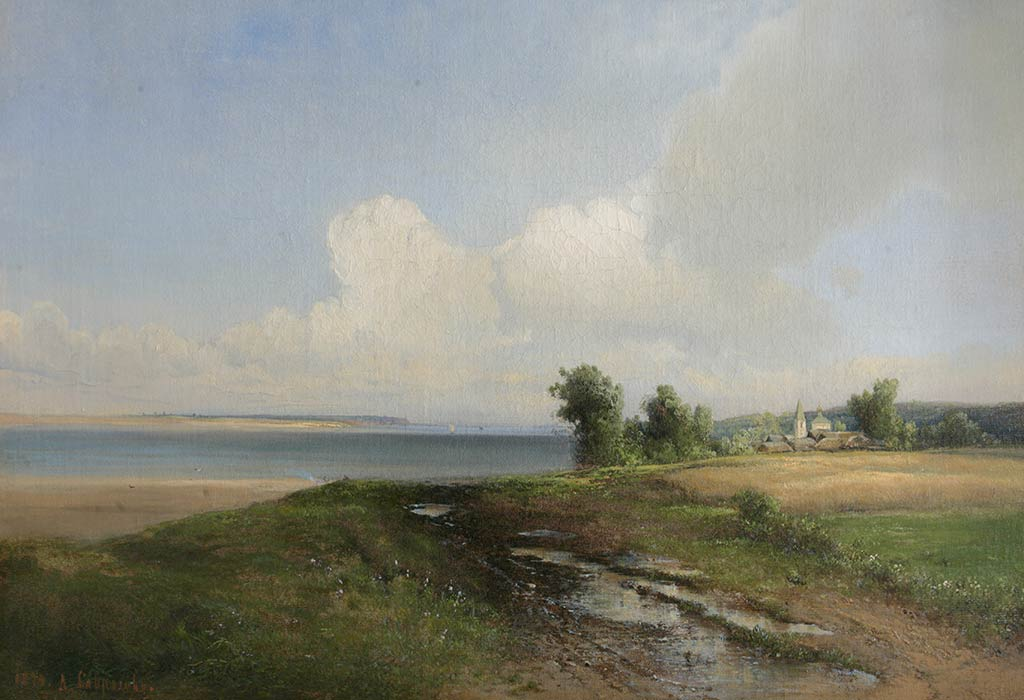
Пейзаж. Берег Волги
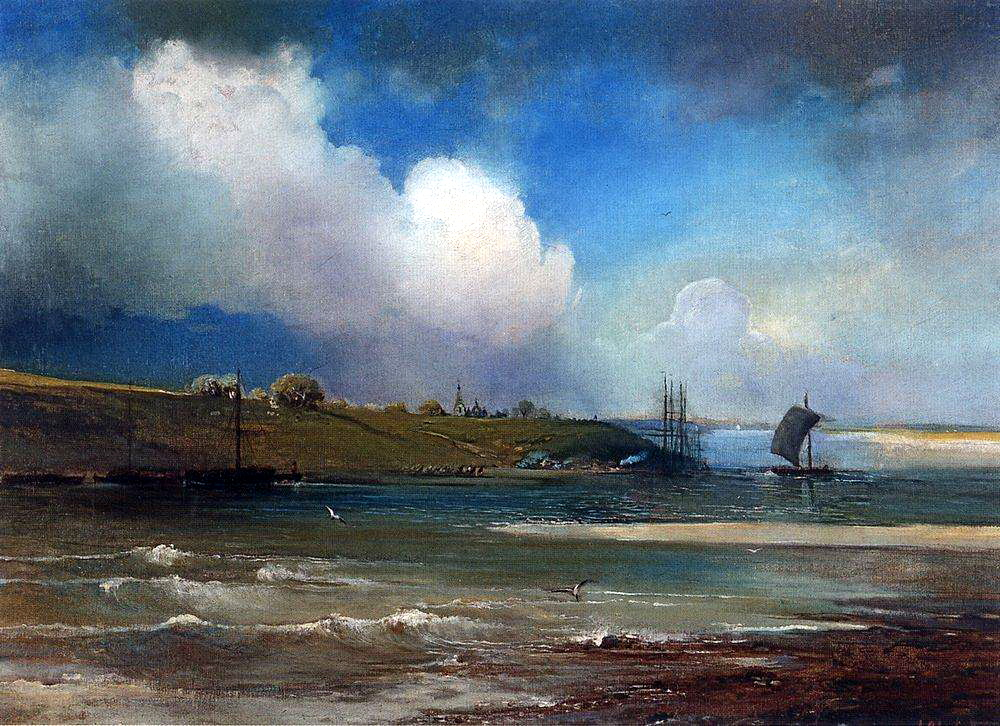
Вид Волги под Юрьевцем
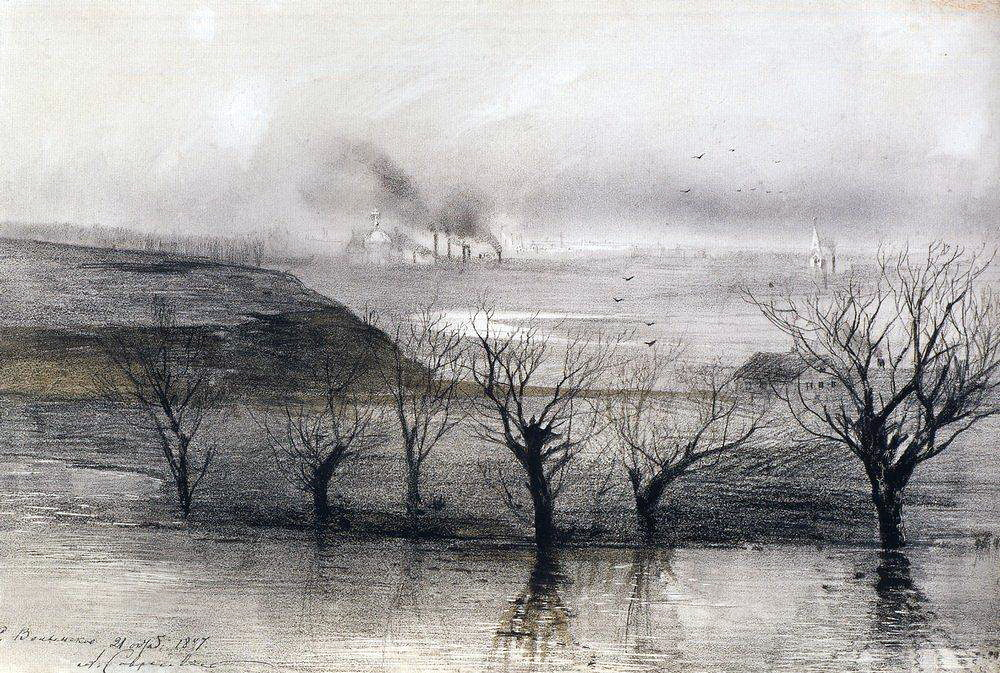
Пейзаж. Село Волынское
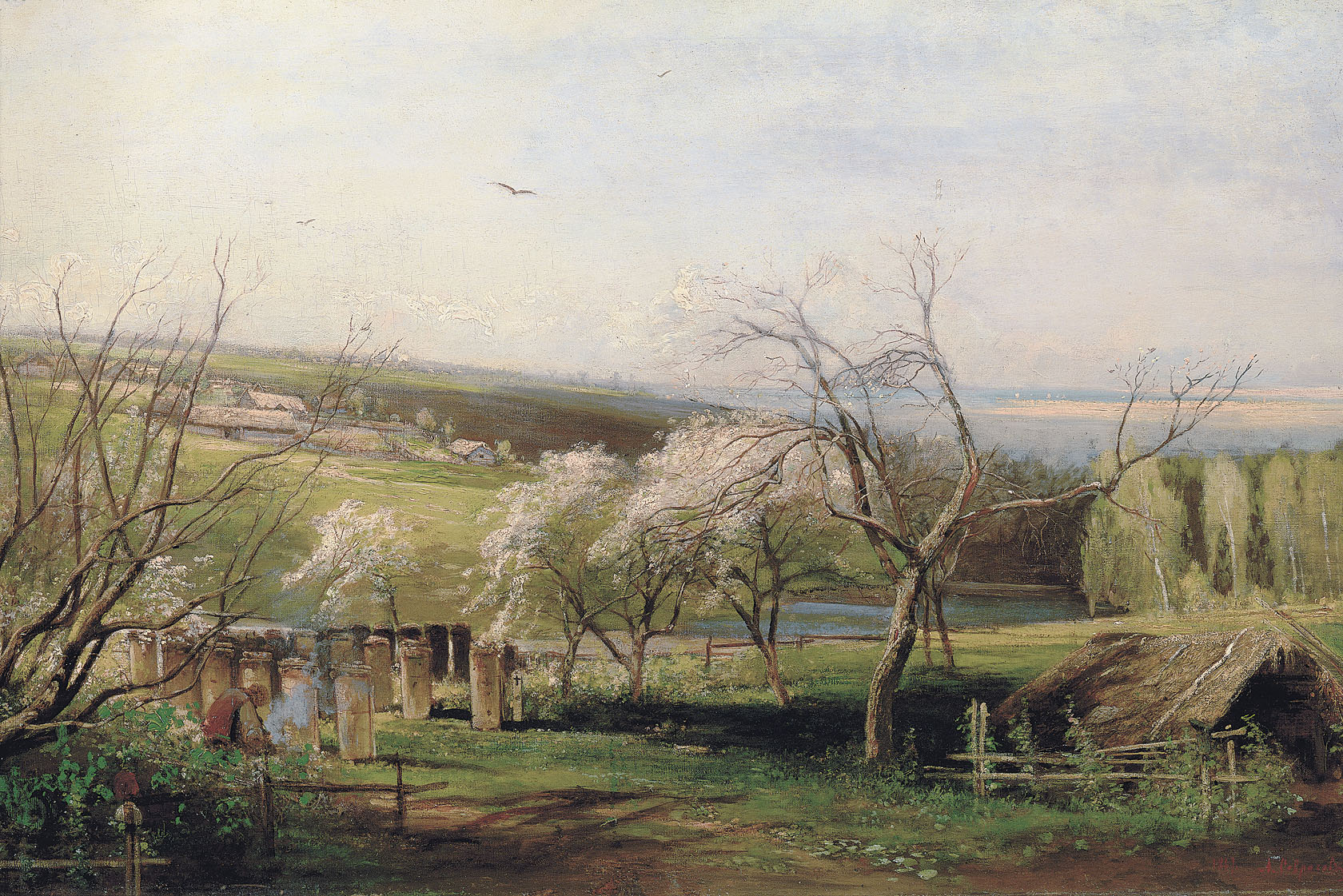
Сельский вид
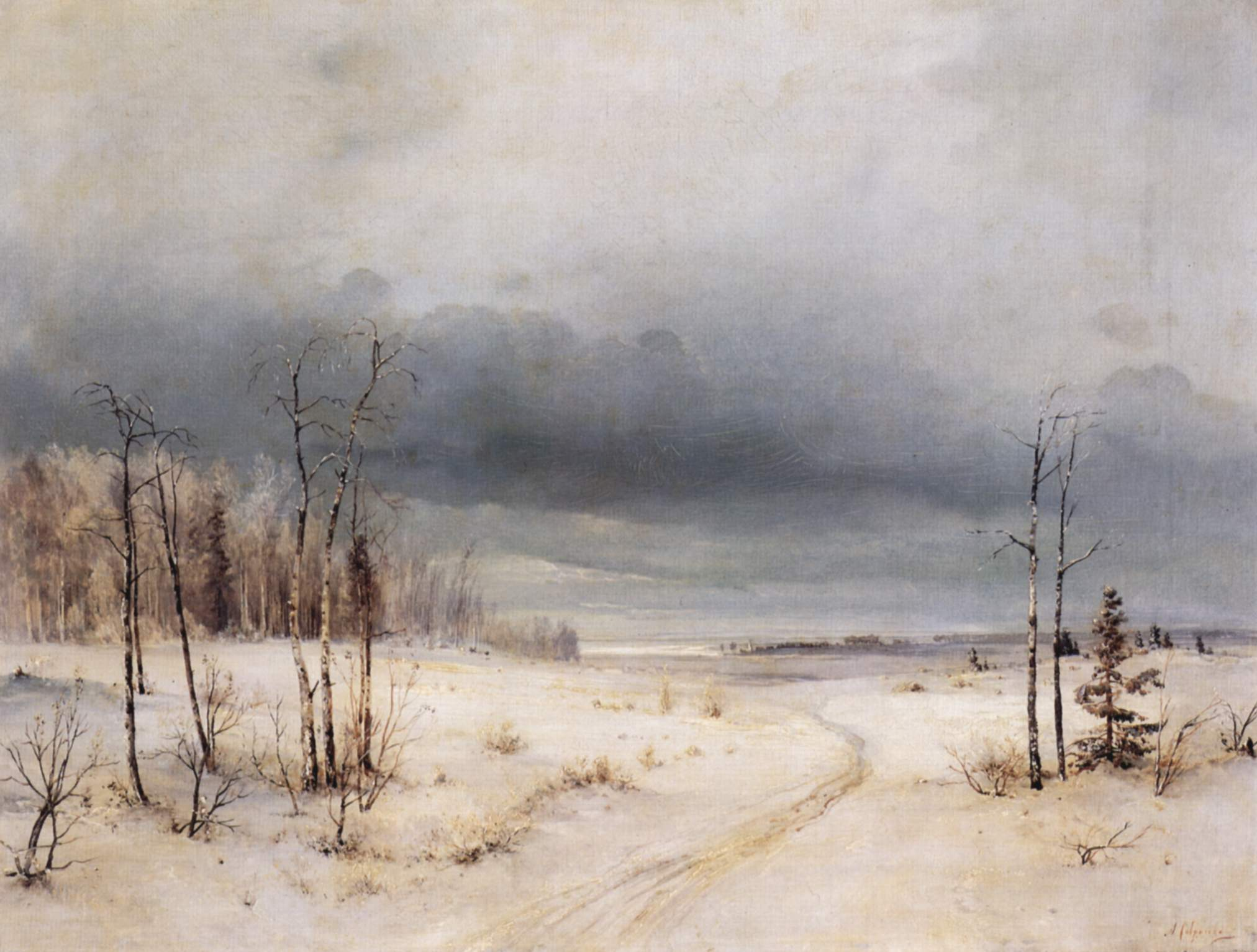
Зима
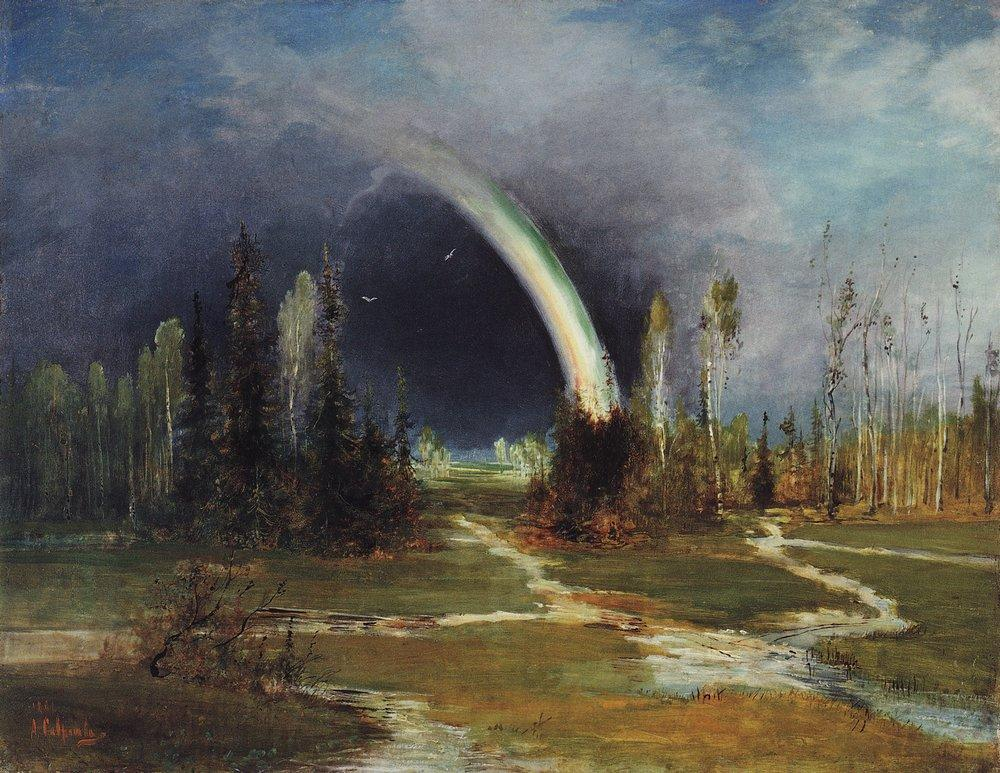
Пейзаж с радугой
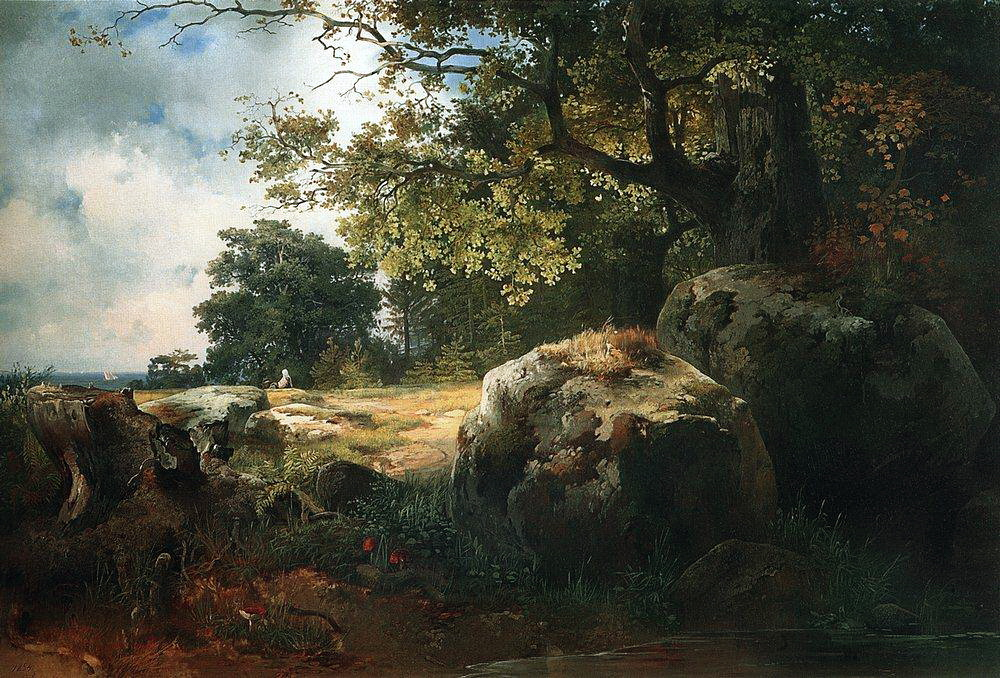
Вид в окрестностях Ораниенбаума
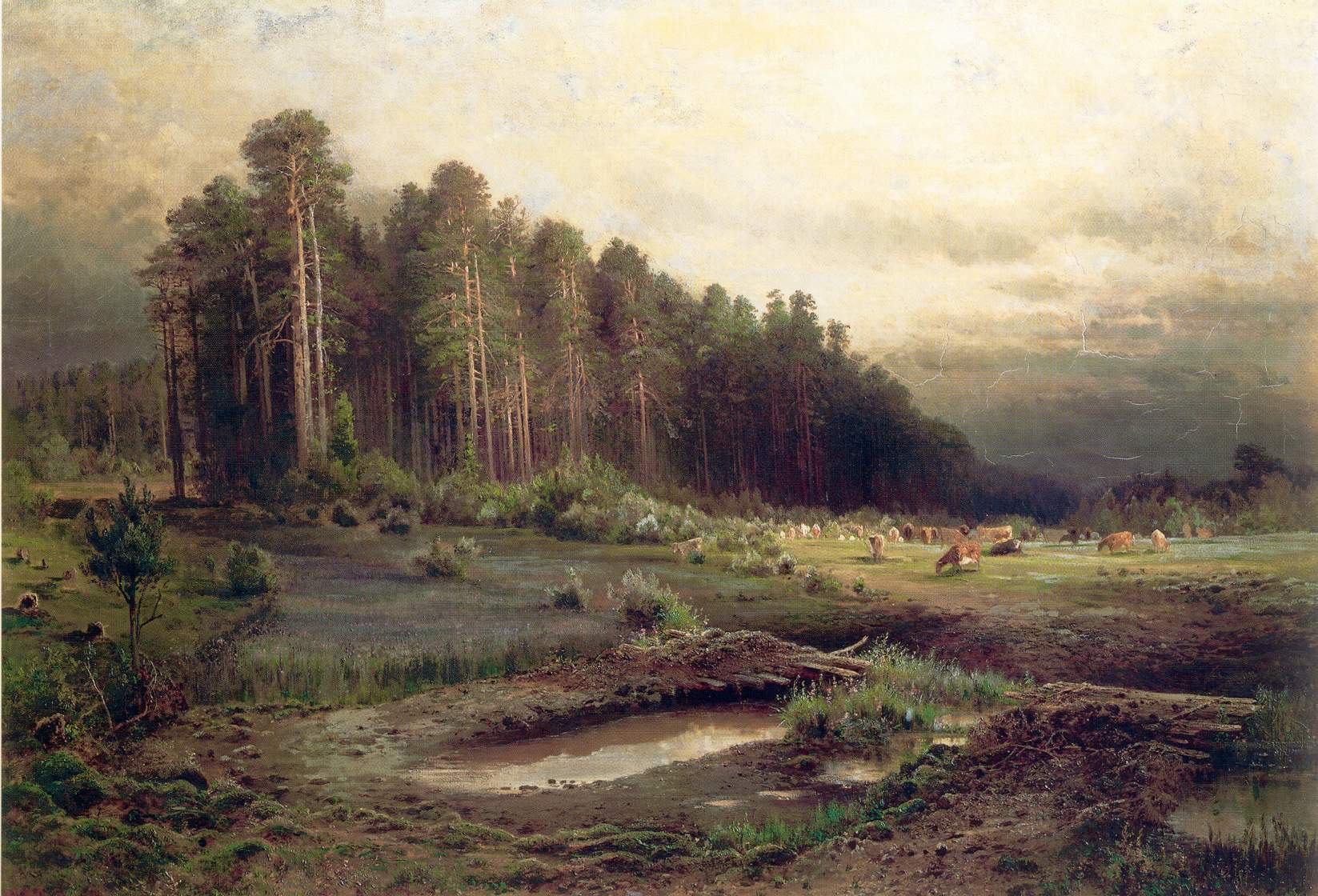
Лосиный остров в Сокольниках
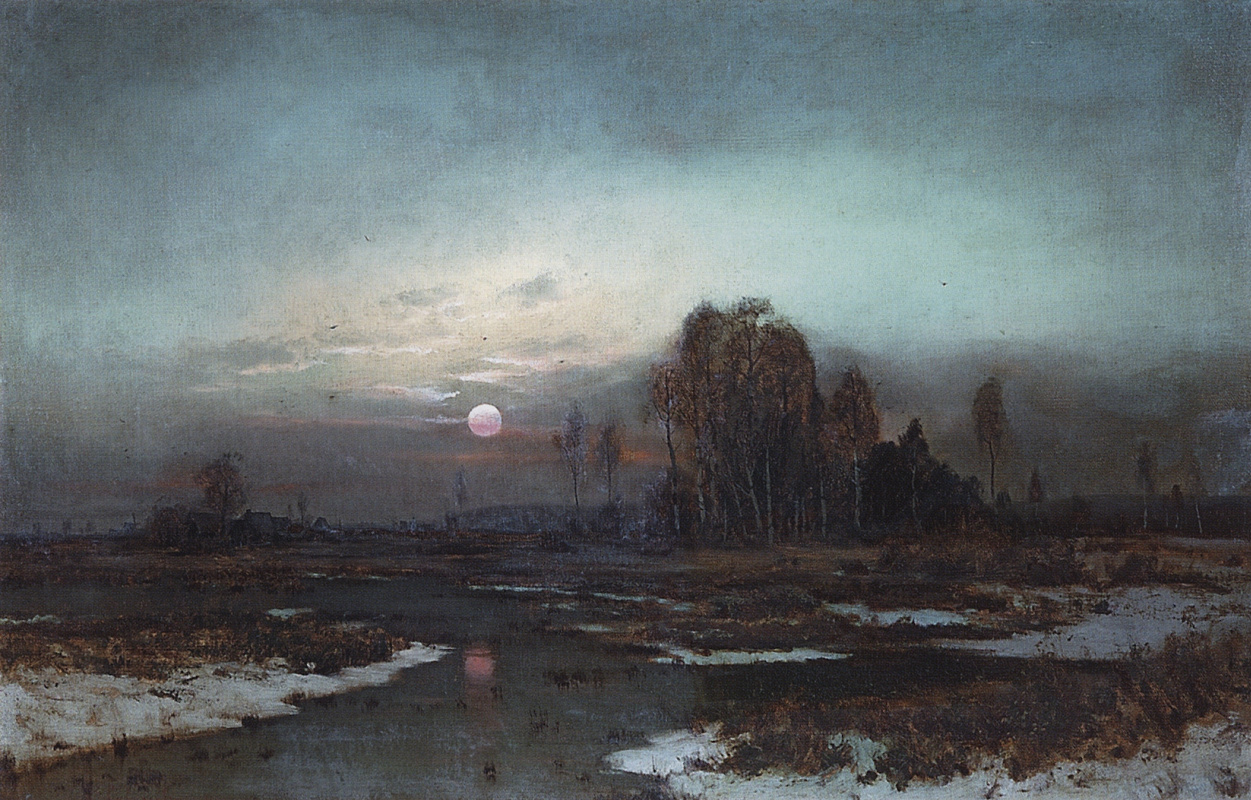
Осенний пейзаж с заболоченной рекой при луне
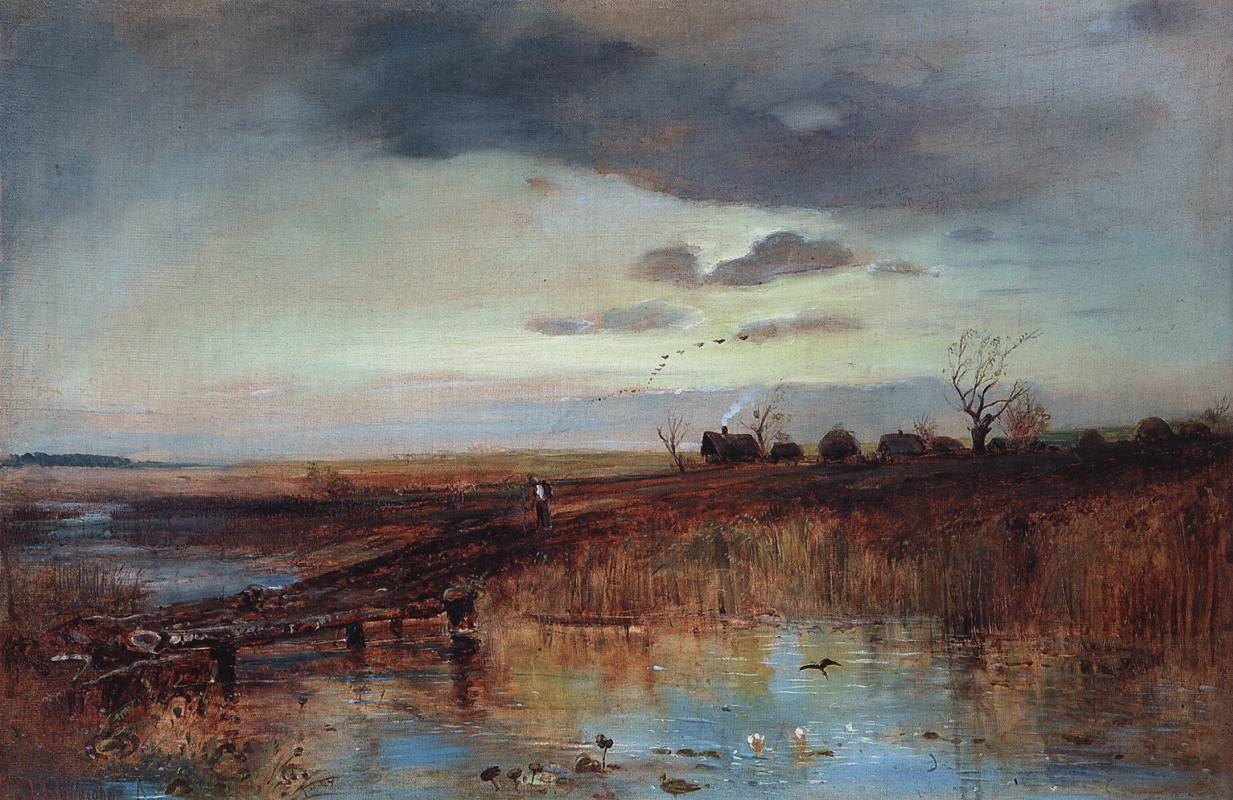
Осень. Деревушка у ручья
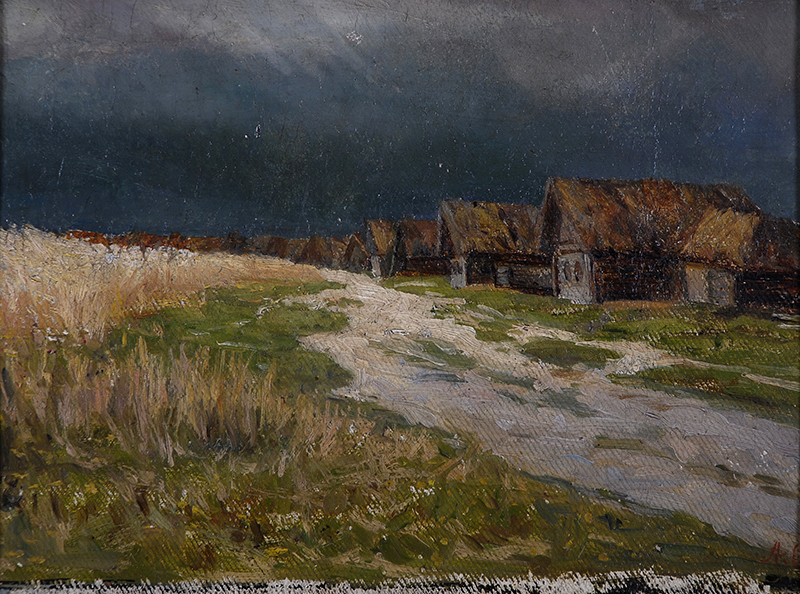
Перед грозой
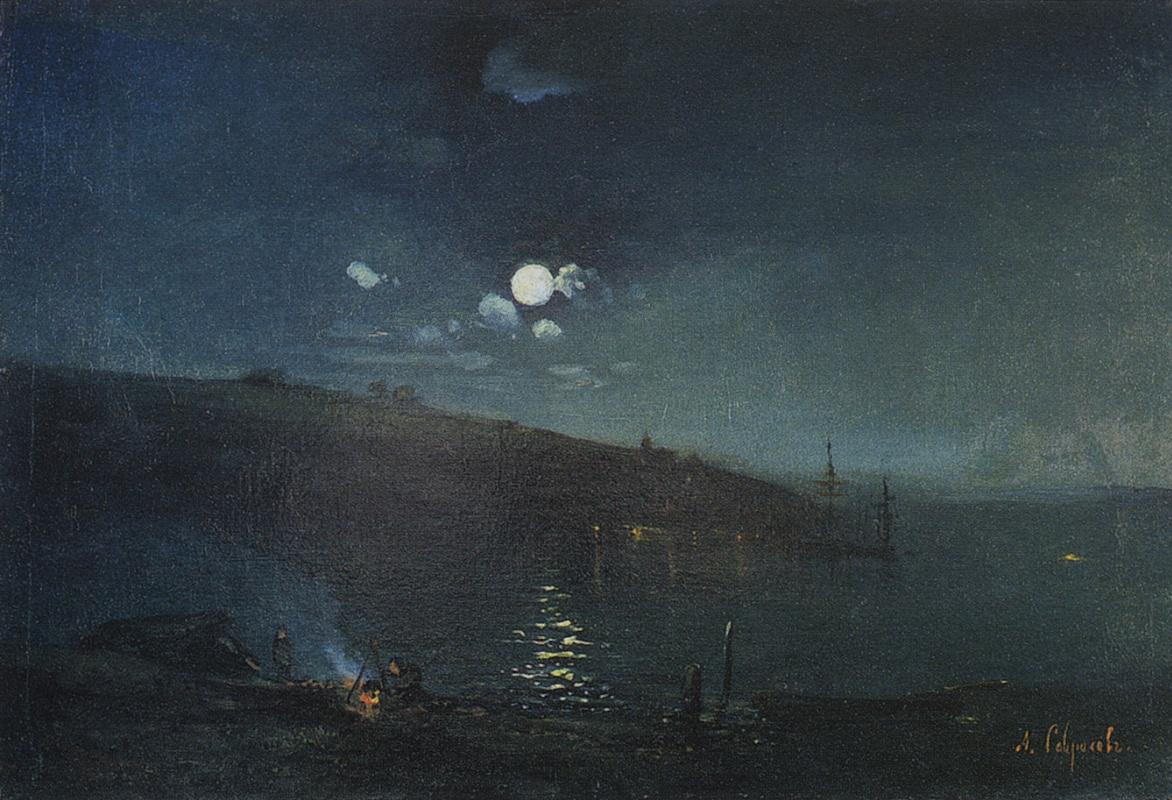
Лунная ночь. Пейзаж с костром
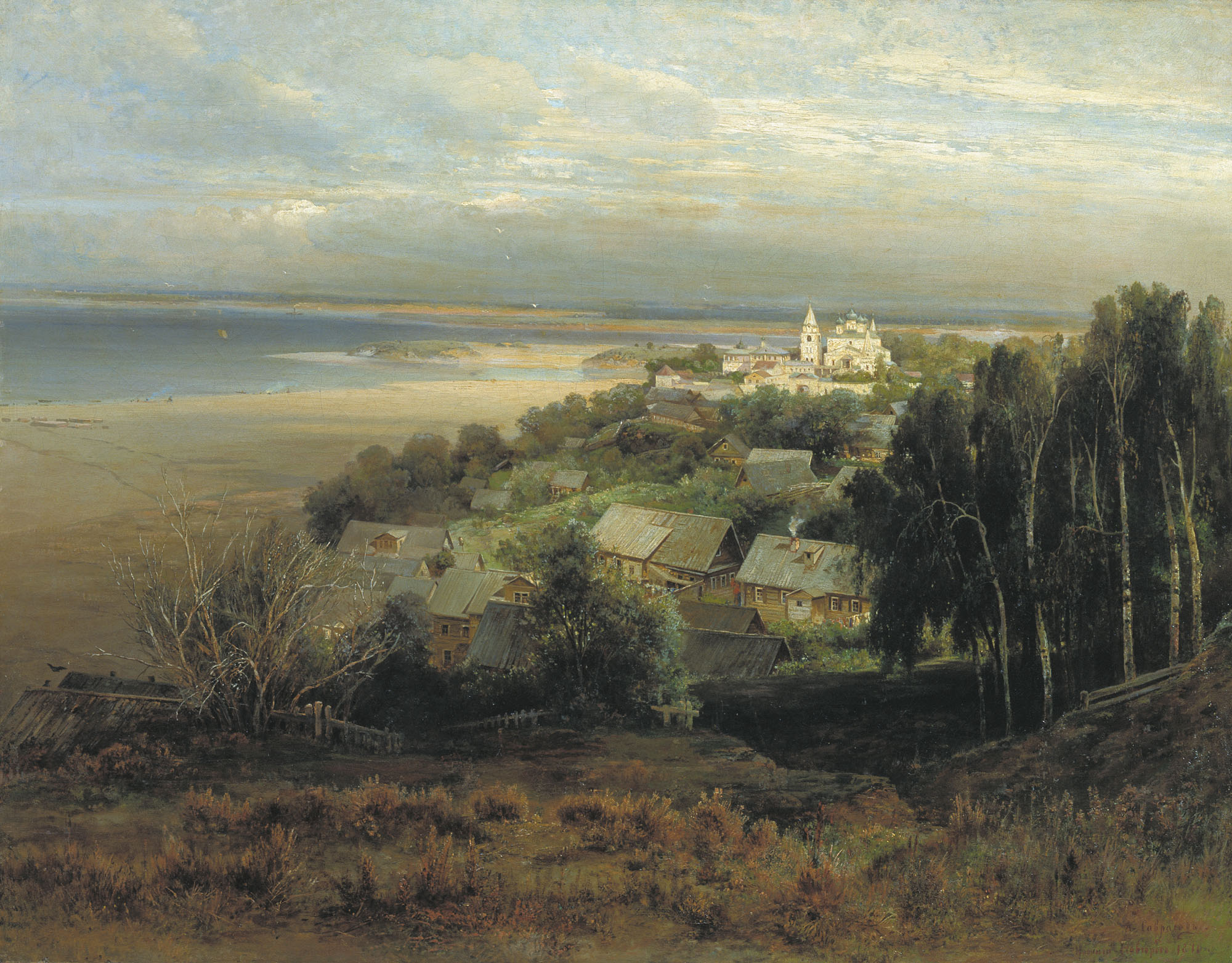
Печерский монастырь близ Нижнего Новгорода

## Музейные коллекции
Картины А. К. Саврасова находятся в ведущих художественных собраниях:
- Государственная Третьяковская галерея
- Государственный Русский музей
- Астраханская картинная галерея имени П. М. Догадина
- Нижегородский государственный художественный музей
- Донецкий областной художественный музей
- Екатеринбургский музей изобразительных искусств
- Красноярский художественный музей
- Курская областная картинная галерея
- Луганский областной художественный музей
- Новосибирский художественный музей
- Одесский художественный музей
- Пензенская картинная галерея
- Саратовский художественный музей имени А. Н. Радищева
- Серпуховский историко-художественный музей
- Симферопольский художественный музей
- Таганрогский художественный музей
- Рижский художественный музей
- Государственный музей искусств Казахстана имени А. Кастеева
- Национальный музей Молдовы.
- Восточно-Казахстанский областной музей изобразительных искусств имени семьи Невзоровых

## Память
- Именем художника названа улица Саврасова, расположенная в городе Апрелевка Наро-Фоминского района Московской области.
- Именем художника названа улица Саврасова, расположенная в Москве в посёлке Сокол[7].
- В 1956 году была выпущена почтовая марка СССР, посвященная Саврасову.
- Именем художника названа улица в Нижнем Новгороде.
- В Левобережном районе Воронежа есть улица Саврасова.
- В 1997 году Банком России была выпущена серебряная коллекционная монета номиналом 2 рубля «100-летие со дня смерти А. К. Саврасова»[8].

## Галерея

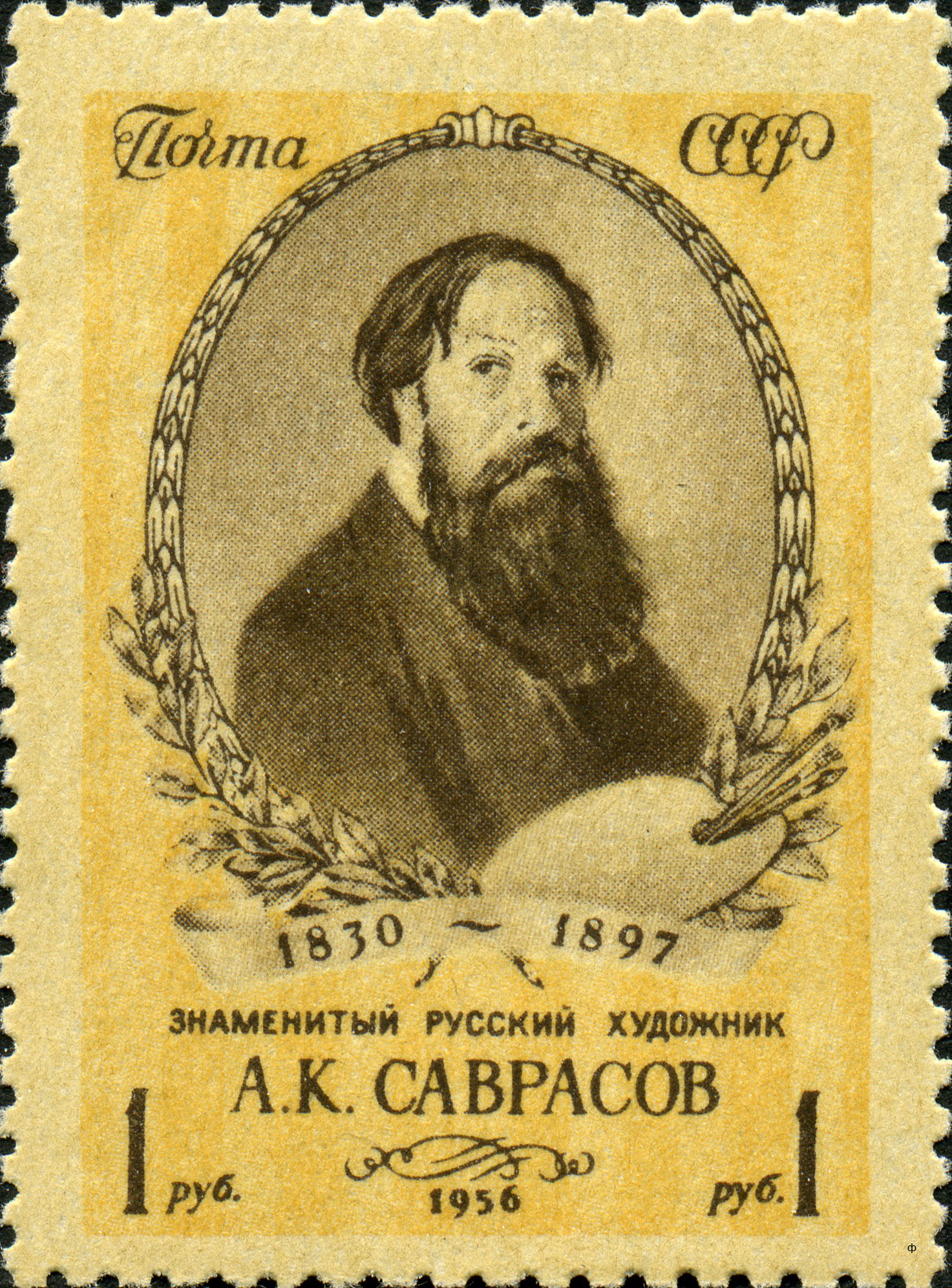
Почтовая марка СССР, 1956 г.
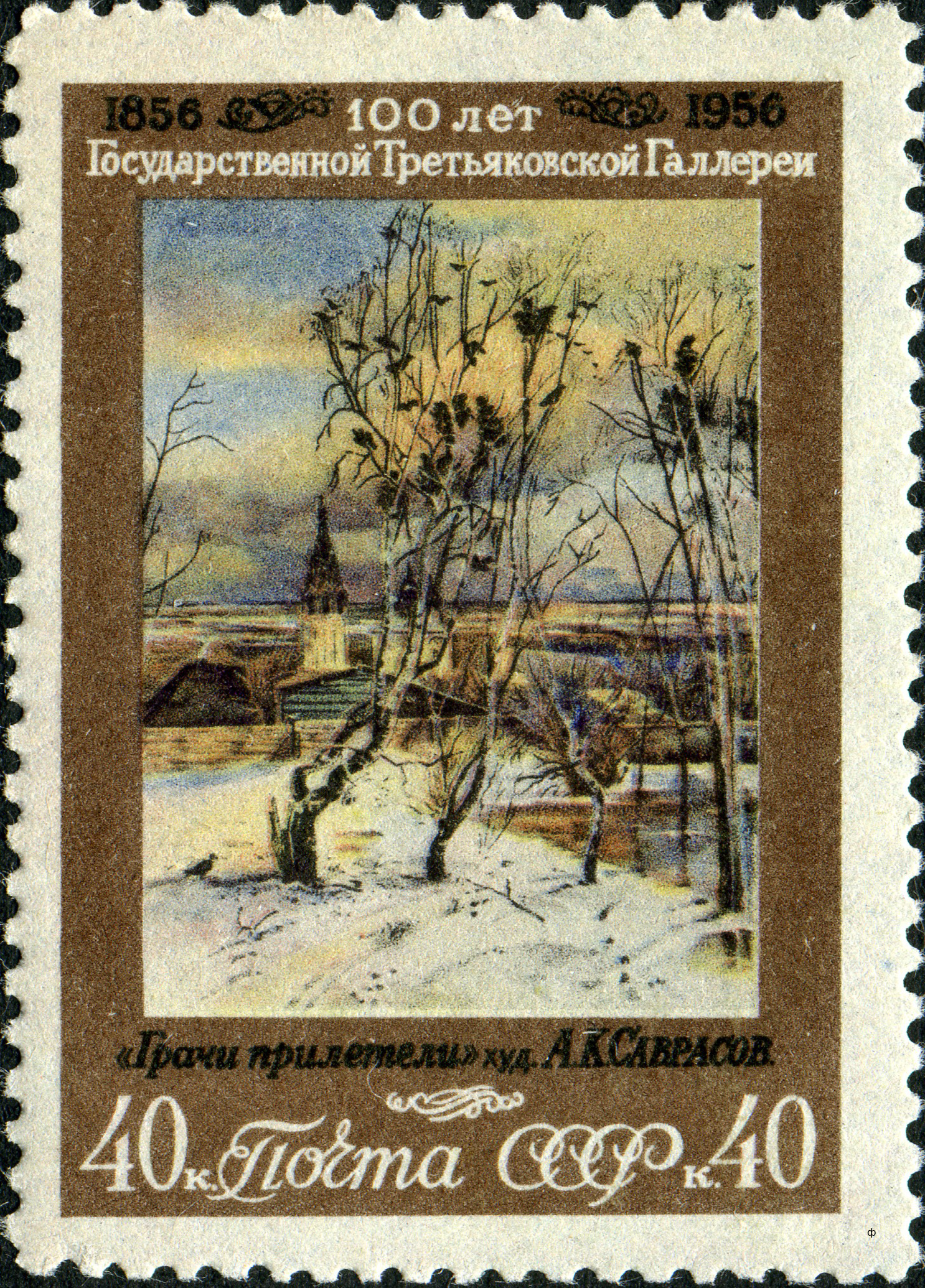
Почтовая марка СССР, 1956: «Грачи прилетели»
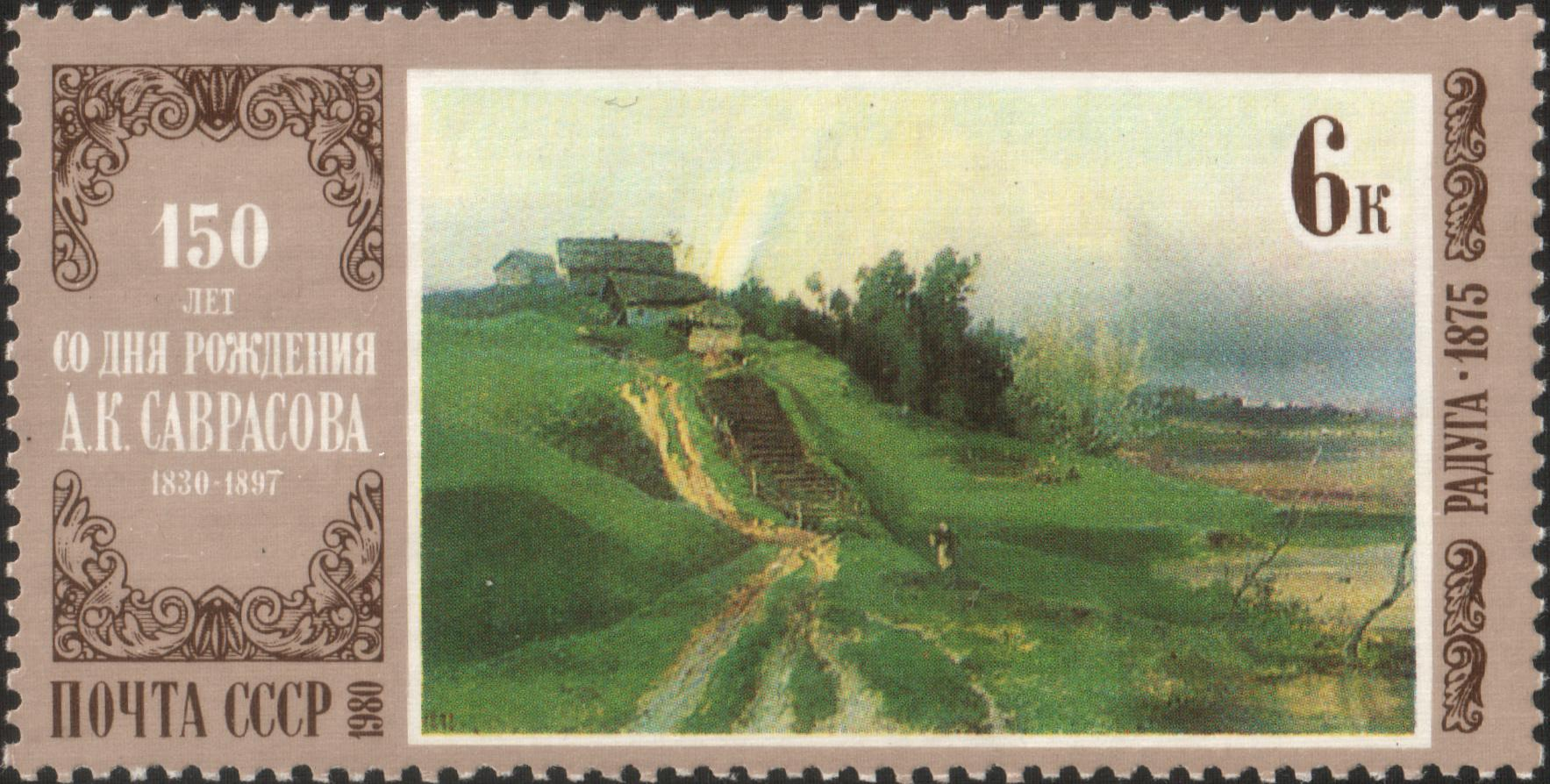
Почтовая марка СССР, 1979: «Радуга»
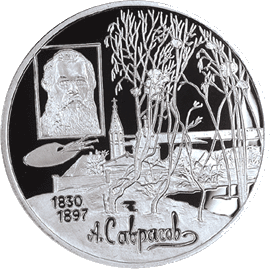
Памятная монета Банка России. 2 рубля, серебро, 1997 г.
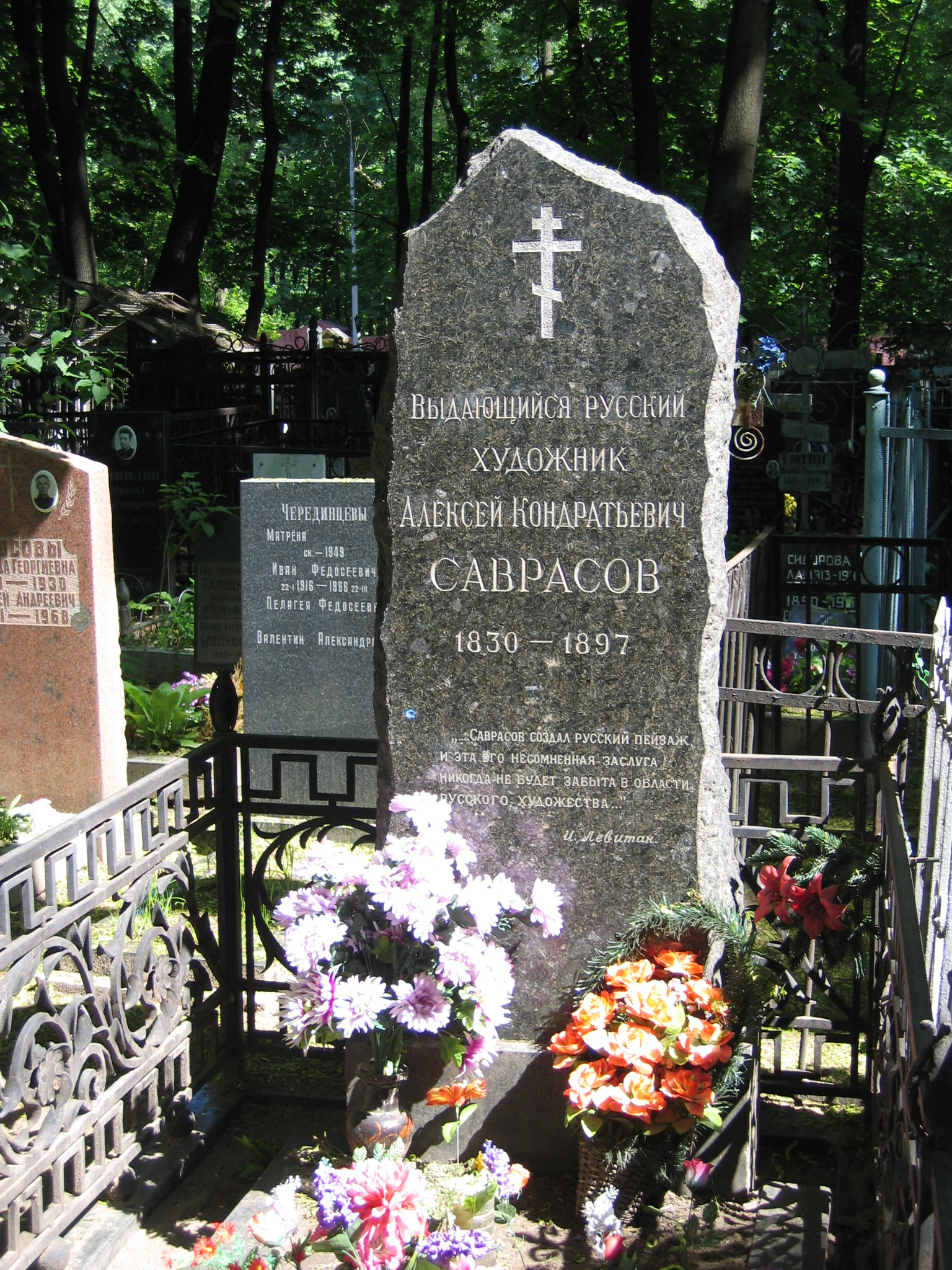
Могила А. К. Саврасова на Ваганьковском кладбище

## Семья
Осенью 1857 года в возрасте 27 лет Алексей Саврасов женился на 31-летней Софье Карловне Герц (1826—1895), сестре учившегося вместе с ним художника Константина Герца, а также сестре известного в то время археолога и историка искусства Карла Герца. В метрической книге церкви «Трёх святителей у Красных ворот» было записано:

Сентября двадцатого дня повенчаны законным браком:
жених: Преподаватель в Училище живописи и ваяния, академик, титулярный советник Алексей Кондратьевич Саврасов, холостой, православного вероисповедания, жительство имеет в приходе сей церкви в доме князя Ивана Владимировича Шаховского. От роду имеет 26 лет.
невеста:
Дочь московского купца Карла Эрдмана Герц, девица, домашняя учительница Аделаида Софья Карловна Герц, 30 лет, евангелического лютеранского вероисповедания, жительство имеет в приходе Большого Вознесения, что на Малой Никитской в доме поручика Петра Степановича Михайловского…

Поручителями были сверх означенных жениха и невесты. По женихе: академик коллежский асессор Николай Александрович Рамазанов, поручик 2-го Московского кадетского корпуса Николай Александрович Медведев и из дворян артист императорских московских театров Иван Карлович Бришман.

По невесте: коллежский секретарь Александр Васильевич Соколов, губернский секретарь Василий Дмитриев Подточин и родной брат невесты доцент императорского Московского университета Карл Карлович Герц…— ЦГАЛИ. — Ф. 680. — Оп. 1. — Ед. хр. 661. — Л. 12
В браке родилось четыре дочери и один сын. Одна умерла в детском возрасте от скарлатины, другая умерла новорождённой в Ярославле (1871), две другие — Вера (род. 1861) и Евгения (род. 1867). В конце 1876 года брак распался. Жена уехала с дочерьми Верой и Евгенией в Санкт-Петербург к родной сестре, Аделаиде Герц. Софья Карловна умерла 19 июля 1895 года, похоронена в монастыре Троице-Сергиевой Приморской пустыни в 20 км от Санкт-Петербурга.
Вера Алексеевна стала гражданской женой художника М. И. Бочарова. Муж Евгении Алексеевны — фотограф П. П. Павлов. Внук Евгении Алексеевны — художник О. Б. Павлов.
В 1887—1888 гг. Алексей Саврасов жил в Москве с Верой Ивановной Киндяковой. В её квартире он написал несколько картин.
С 1893 года и до конца жизни Саврасов жил в Дорогомилово-Тишинском переулке с Екатериной Матвеевной Моргуновой (ок. 1856 — ок. 1920). У них родились двое детей, носивших фамилию матери — сын Алексей и дочь Надежда (1882–1970).
У художника были три сестры и младший брат, Николай Кондратьевич Соврасов (1837—1909, писал свою фамилию, как и отец, через «о»), купец 2-й гильдии, унаследовавший торговое дело отца.

## Комментарии
1. ↑  Находятся в Русском музее.
2. ↑  Находился в Рижском художественном музее.
3. ↑  Находился в частной коллекции.
4. ↑  Находится в Нижегородском художественном музее
5. ↑  Находятся в Русском музее.
6. ↑  Находится в Алтайском художественном музее.
7. ↑  Находится в Пермской художественной галерее
8. ↑  Дорогомилово-Тишинский переулок находился рядом с Плющихой: между 2-м Ростовским переулком и Смоленской улицей.